# General Electric GE4
O motor turbojato General Electric GE4 foi projetado no final dos anos 1960 como o motor do avião supersônico Boeing 2707. O GE4 era um turbojato de nove estágios, eixo único e fluxo axial baseado em grande parte no General Electric YJ93, que alimentava o bombardeiro estratégico North American XB-70 Valkyrie. O GE4 foi o motor mais potente de sua época, produzindo 50 000 pounds-force (220 kN) seco, e 65 000 pounds-force (290 kN) com pós-combustor. O projeto do Boeing 2707 foi cancelado em 1971, encerrando também o trabalho no GE4.